# Europäisches Olympisches Sommer-Jugendfestival 2025
Das Europäische Olympische Sommer-Jugendfestival 2025 (European Youth Summer Olympic Festival 2025) fand vom 20. bis zum 26. Juli 2025 in Skopje statt. Es war dies das erste Mal, dass Nordmazedonien eine olympische Veranstaltung ausrichtet.

## Vergabe
Am 26. Oktober 2019 erfolgte die Vergabe des Festivals, ursprünglich an Brünn. Jedoch wurde am 31. Juli 2023 bekannt, dass das Festival stattdessen in an Skopje vergeben worden war. Genauere Gründe hierfür wurden nicht kommuniziert.

## Wettkampfstätten
Die meisten Wettkampfstätten werden sich in Skopje selbst befinden, einige Disziplinen werden in Kumanovo, etwa 40 km nördlich von Skopje, ausgetragen. Die Wettkämpfe im Turnen werden in Osijek in Kroatien ausgetragen.

### Skopje
- Sport Center Matka – Kanuslalom
- Sportski centar Boris Trajkovski – Volleyball
- Toše-Proeski-Arena – Leichtathletik
- Partizan Karpos – Schießen, Tischtennis
- Universität Skopje – Taekwondo
- Olympic Pool – Schwimmen
- Nevena Georgieva Grundschule – Badminton
- East Gate Mall – 3×3-Basketball
- Sportski centar Jane Sandanski – Handball Mädchen, Judo
- Sport Center Kale – Handball Jungen

### Kumanovo
- Sports Hall Kumanovo – Basketball Jungen
- Pero Nakov Oberschule – Basketball Mädchen
- Stadtgebiet von Kumanovo – Radsport

### Osijek
- Dvorana Gradski vrt – Turnen

## Maskottchen
Über das Maskottchen des Festivals konnte im Vorfeld abgestimmt werden. Zur Auswahl standen Pero, eine grüne Paprika, Tome, eine Tomate und Shiny, eine Sonne. Die Abstimmung gewann schließlich Shiny.

## Sportarten
Gegenüber 2023 wurden Skateboard und Tennis aus dem Programm gestrichen. Badminton und Tischtennis werden erstmals seit 2021 bzw. 2007 ausgetragen werden. Erstmalig finden Wettbewerbe im Sportschießen, Taekwondo und Kanuslalom statt. Basketball wird sowohl im 3×3-Format als auch im klassischen Format gespielt, nach dem 2023 nur die Wettbewerbe im 3×3 stattfanden.
- Badminton
- Basketball
  -  Basketball
  -  3×3-Basketball
- Handball
- Judo
- Kanuslalom
- Leichtathletik
- Radsport
  -  Mountainbike
  -  Straße
- Schießen
- Schwimmen
- Taekwondo
- Tischtennis
- Turnen
- Volleyball

## Zeitplan
| Zeitplan des Europäischen Olympischen Sommer-Jugendfestivals 2025 | Zeitplan des Europäischen Olympischen Sommer-Jugendfestivals 2025 | Zeitplan des Europäischen Olympischen Sommer-Jugendfestivals 2025 | Zeitplan des Europäischen Olympischen Sommer-Jugendfestivals 2025 | Zeitplan des Europäischen Olympischen Sommer-Jugendfestivals 2025 | Zeitplan des Europäischen Olympischen Sommer-Jugendfestivals 2025 | Zeitplan des Europäischen Olympischen Sommer-Jugendfestivals 2025 | Zeitplan des Europäischen Olympischen Sommer-Jugendfestivals 2025 | Zeitplan des Europäischen Olympischen Sommer-Jugendfestivals 2025 | Zeitplan des Europäischen Olympischen Sommer-Jugendfestivals 2025 |
| Disziplin                                                         | Disziplin                                                         | So. 20.                                                           | Mo. 21.                                                           | Di. 22.                                                           | Mi. 23.                                                           | Do. 24.                                                           | Fr. 25                                                            | Sa. 26.                                                           | Gesamt                                                            |
| Disziplin                                                         | Disziplin                                                         | Juli                                                              | Juli                                                              | Juli                                                              | Juli                                                              | Juli                                                              | Juli                                                              | Juli                                                              | Gesamt                                                            |
| ----------------------------------------------------------------- | ----------------------------------------------------------------- | ----------------------------------------------------------------- | ----------------------------------------------------------------- | ----------------------------------------------------------------- | ----------------------------------------------------------------- | ----------------------------------------------------------------- | ----------------------------------------------------------------- | ----------------------------------------------------------------- | ----------------------------------------------------------------- |
| Eröffnungsfeier                                                   |                                                                   |                                                                   |                                                                   |                                                                   |                                                                   |                                                                   |                                                                   |                                                                   |                                                                   |
| Badminton                                                         | Badminton                                                         |                                                                   |                                                                   |                                                                   |                                                                   |                                                                   |                                                                   | 3                                                                 | 3                                                                 |
| Basketball                                                        | 3×3-Basketball                                                    |                                                                   |                                                                   |                                                                   |                                                                   |                                                                   | 2                                                                 |                                                                   | 2                                                                 |
| Basketball                                                        | Basketball                                                        |                                                                   |                                                                   |                                                                   |                                                                   |                                                                   |                                                                   | 2                                                                 | 2                                                                 |
| Handball                                                          | Handball                                                          |                                                                   |                                                                   |                                                                   |                                                                   |                                                                   |                                                                   | 2                                                                 | 2                                                                 |
| Judo                                                              | Judo                                                              |                                                                   |                                                                   | 4                                                                 | 4                                                                 | 4                                                                 | 4                                                                 | 1                                                                 | 17                                                                |
| Kanuslalom                                                        | Kanuslalom                                                        |                                                                   |                                                                   |                                                                   |                                                                   | 4                                                                 |                                                                   |                                                                   | 4                                                                 |
| Leichtathletik                                                    | Leichtathletik                                                    |                                                                   | 7                                                                 | 5                                                                 | 4                                                                 | 2                                                                 | 13                                                                | 10                                                                | 41                                                                |
| Radsport                                                          | Mountainbike                                                      |                                                                   |                                                                   |                                                                   | 2                                                                 |                                                                   |                                                                   |                                                                   | 2                                                                 |
| Radsport                                                          | Straße                                                            |                                                                   |                                                                   | 2                                                                 |                                                                   | 2                                                                 |                                                                   |                                                                   | 4                                                                 |
| Schießen                                                          | Schießen                                                          |                                                                   | 3                                                                 | 3                                                                 | 2                                                                 | 2                                                                 | 2                                                                 |                                                                   | 12                                                                |
| Schwimmen                                                         | Schwimmen                                                         |                                                                   | 2                                                                 | 8                                                                 | 6                                                                 | 5                                                                 | 11                                                                |                                                                   | 32                                                                |
| Taekwondo                                                         | Taekwondo                                                         |                                                                   |                                                                   |                                                                   | 3                                                                 | 3                                                                 | 4                                                                 |                                                                   | 10                                                                |
| Tischtennis                                                       | Tischtennis                                                       |                                                                   |                                                                   |                                                                   |                                                                   |                                                                   |                                                                   | 3                                                                 | 3                                                                 |
| Turnen                                                            | Turnen                                                            |                                                                   |                                                                   | 2                                                                 | 2                                                                 | 1                                                                 | 5                                                                 | 5                                                                 | 15                                                                |
| Volleyball                                                        | Volleyball                                                        |                                                                   |                                                                   |                                                                   |                                                                   |                                                                   |                                                                   | 2                                                                 | 2                                                                 |
| Abschlussfeier                                                    |                                                                   |                                                                   |                                                                   |                                                                   |                                                                   |                                                                   |                                                                   |                                                                   |                                                                   |
| Entscheidungen                                                    | Entscheidungen                                                    |                                                                   | 12                                                                | 24                                                                | 23                                                                | 23                                                                | 41                                                                | 28                                                                | 151                                                               |
| Disziplin                                                         | Disziplin                                                         | So. 20.                                                           | Mo. 21.                                                           | Di. 22.                                                           | Mi. 23.                                                           | Do. 24.                                                           | Fr. 25                                                            | Sa. 26.                                                           | Gesamt                                                            |
| Disziplin                                                         | Disziplin                                                         | Juli                                                              |                                                                   |                                                                   |                                                                   |                                                                   |                                                                   |                                                                   | Gesamt                                                            |

Farblegende

## Teilnehmer
Athleten aus Belarus starten unter der neutralen Flagge des EOC. Am 20. Juni 2025 gab das EOC bekannt das wieder ein Flüchtlingsteam am EYOF teilnehmen werde. Trotz dieser Ankündigung nahm schlussendlich kein Flüchtlingsathlet am EYOF teil.
| Teilnehmer aus 49 Nationen | Teilnehmer aus 49 Nationen | Teilnehmer aus 49 Nationen |
| --- | --- | --- |
| - Albanien - Andorra - Armenien - Aserbaidschan - Belgien (79) - Bosnien und Herzegowina - Bulgarien - Dänemark - Deutschland - Estland (53) - Finnland - Frankreich (140) - Georgien - Griechenland - Großbritannien (54) - Island - Irland | - Israel - Italien - Kosovo (32) - Kroatien - Lettland (72) - Liechtenstein - Litauen - Luxemburg - Malta - Moldau - Monaco - Montenegro - NOK der Republik Belarus (46) - Niederlande - Nordmazedonien - Norwegen | - Österreich (57) - Polen (122) - Portugal (68) - Rumänien (87) - San Marino - Schweden - Schweiz - Serbien - Slowakei - Slowenien - Spanien - Tschechien - Türkei (119) - Ukraine - Ungarn - Zypern (46) |

## Medaillenspiegel
| Platz  | Mannschaft               | Gold | Silber | Bronze | Gesamt |
| ------ | ------------------------ | ---- | ------ | ------ | ------ |
| 1      | Italien                  | 19   | 19     | 12     | 50     |
| 2      | Frankreich               | 15   | 18     | 5      | 38     |
| 3      | Spanien                  | 10   | 11     | 12     | 36     |
| 4      | Türkei                   | 10   | 7      | 9      | 26     |
| 5      | Großbritannien           | 10   | 7      | 5      | 22     |
| 6      | Polen                    | 10   | 6      | 11     | 27     |
| 7      | Ungarn                   | 10   | 5      | 11     | 26     |
| 8      | Deutschland              | 7    | 4      | 12     | 23     |
| 9      | Serbien                  | 6    | 2      | 5      | 13     |
| 10     | Schweiz                  | 5    | 10     | 6      | 21     |
| 11     | Ukraine                  | 5    | 8      | 10     | 23     |
| 12     | NOK der Republik Belarus | 5    | 4      | 4      | 13     |
| 13     | Belgien                  | 4    | 3      | 3      | 10     |
| 14     | Griechenland             | 3    | 4      | 6      | 13     |
| 15     | Aserbaidschan            | 3    | 3      | 4      | 10     |
| 16     | Tschechien               | 3    | 3      | 8      | 14     |
| 17     | Moldau                   | 3    | –      | 3      | 6      |
| 17     | Litauen                  | 3    | –      | 3      | 6      |
| 19     | Schweden                 | 2    | 5      | 3      | 10     |
| 20     | Österreich               | 2    | 2      | 4      | 8      |
| 21     | Norwegen                 | 2    | –      | –      | 1      |
| 22     | Slowakei                 | 1    | 5      | 2      | 8      |
| 23     | Slowenien                | 1    | 3      | 3      | 7      |
| 24     | Rumänien                 | 1    | 2      | 8      | 11     |
| 25     | Kroatien                 | 1    | 3      | 6      | 10     |
| 26     | Bosnien und Herzegowina  | 1    | 2      | 1      | 4      |
| 26     | Niederlande              | 1    | 2      | 1      | 3      |
| 28     | Finnland                 | 1    | 2      | –      | 3      |
| 29     | Portugal                 | 1    | 1      | 3      | 5      |
| 30     | Bulgarien                | 1    | 1      | 1      | 3      |
| 30     | Lettland                 | 1    | 1      | 1      | 3      |
| 32     | Irland                   | 1    | –      | 5      | 6      |
| 33     | Island                   | 1    | –      | 1      | 2      |
| 33     | Zypern                   | 1    | –      | 1      | 2      |
| 35     | Estland                  | 1    | –      | –      | 1      |
| 36     | Georgien                 | –    | 3      | 4      | 7      |
| 37     | Israel                   | –    | 2      | 3      | 5      |
| 38     | Dänemark                 | –    | 1      | 5      | 6      |
| 39     | Armenien                 | –    | –      | 1      | 1      |
| 39     | Kosovo                   | –    | –      | 1      | 1      |
| Gesamt | Gesamt                   | 152  | 151    | 185    | 488    |